# Bessenbach

Gemeindegebiet mit Gemeindeteilen von Bessenbach

Bessenbach ist eine Gemeinde im unterfränkischen Landkreis Aschaffenburg und liegt südöstlich der Stadt Aschaffenburg zwischen den Ausläufern des Spessarts.

## Geografie
Der topographisch höchste Punkt der Gemeinde ist der im Naturwaldreservat Kreuzbuckel liegende Gipfel des Salzbuckels östlich von Waldmichelbach mit 464 m ü. NHN (Lage), der niedrigste liegt an der Aschaff östlich von Hösbach-Bahnhof auf 151 m ü. NHN (Lage).

### Geologie
Etwa die Hälfte der Gemeinde besteht aus Wald. In diesem Wald gedeihen am besten Buche und Eiche.
Seit 1996 besteht zwischen dem Markt Hösbach und den Gemeinden Bessenbach, Laufach und Sailauf eine Waldarbeitsgemeinschaft.

### Gemeindegliederung
Es gibt zehn Gemeindeteile (in Klammern sind der Siedlungstyp und die Einwohnerzahl inkl. Zweitwohnsitz angegeben):
- Frauengrund (Weiler, 27)
- Keilberg (Pfarrdorf, 2.134)
- Klingerhof (Einöde)
- Klingermühle (Weiler)
- Oberbessenbach (Pfarrdorf, 1.534)
- Steiger (Dorf, 67)
- Straßbessenbach (Kirchdorf, 2.176)
- Unterbessenbach (Kirchdorf, 34)
- Waldmichelbach (Weiler, 27)
- Weiler (Einöde, 15)

Der frühere Ort Mittelbessenbach ist heute mit Keilberg baulich verwachsen.
Folgende Orte sind zwar geografisch eigenständig, werden aber nicht als offizielle Gemeindeteile aufgelistet:
- Beetacker (Gewerbegebiet)
- Gemeindezentrum

Es gibt die Gemarkungen Keilberg, Oberbessenbach und Straßbessenbach.

### Nachbargemeinden
| Markt Hösbach                            | Gemeinde Sailauf                            | Gemeinde Laufach und Forst Hain im Spessart (gemeindefreies Gebiet)  |
| Stadt Aschaffenburg und Gemeinde Haibach | Kompassrose, die auf Nachbargemeinden zeigt | Gemeinde Waldaschaff und Waldaschaffer Forst (gemeindefreies Gebiet) |
| Markt Sulzbach                           | Forst Hohe Wart (gemeindefreies Gebiet)     | Gemeinde Mespelbrunn                                                 |

## Geschichte

### Etymologie und Frühere Schreibweisen
Bessenbach hat seinen Namen vom gleichnamigen Bessenbach, der durch das Gemeindegebiet fließt und in die Aschaff mündet. Im Volksmund wird der Ort Bessemich (Aussprache: [besəmɪʃ]) genannt.
Die früheren Schreibweisen der Orte Unterbessenbach, Mittelbessenbach, Straßbessenbach und Oberbessenbach aus diversen historischen Karten und Urkunden:
| - 1329 Nidernbessenbach - 1576 Underbessenbach - 1638 Unterbessenbach | - 1521 Mittelbessennbach - 1532 Mittelnbessenbach - 1576 Mittel-Bessenbach | - 1515 Bessenbach - 1532 Bessenbach an der strassen - 1576 Straßen-Bessenbach - 1638 Straßbessenbach | - 1181 Bessenbach - 1515 obern Bessenbach - 1532 Obernbessenbach - 1638 Oberbessenbach |

### Fusion und Eingemeindungen
Die Gemeinde wurde im Zuge der Gebietsreform in Bayern am 1. Januar 1972 durch den Zusammenschluss der Gemeinden Keilberg und Straßbessenbach gebildet. Am 1. Januar 1978 kam die Gemeinde Oberbessenbach hinzu.

### Einwohnerentwicklung
Im Zeitraum 1988 bis 2018 stieg die Einwohnerzahl von 4946 auf 5694 um 748 Einwohner bzw. um 15,1 %. 2005 hatte die Gemeinde 5942 Einwohner. 
Quelle: BayLfStat

## Religion
Katholische Kirchen:
- St. Georg, Keilberg
- St. Wendelinus, Straßbessenbach
- St. Ottilia, Oberbessenbach
- St. Stephanus, Oberbessenbach

## Politik
- CSU: 10
- BBL: 10

### Gemeinderat
Der Gemeinderat hat 20 Mitglieder. Weiteres Mitglied und Vorsitzender des Gemeinderates ist der Bürgermeister. Bei der Kommunalwahl vom 15. März 2020 haben von den 4524 stimmberechtigten Einwohnern in der Gemeinde Bessenbach 2954 von ihrem Wahlrecht Gebrauch gemacht, womit die Wahlbeteiligung bei 65,30 % lag.

### Bürgermeister
Am 15. März 2020 wurde Christoph Ruppert (CSU) mit 90,52 % der Stimmen zum ersten Mal zum ersten Bürgermeister gewählt. Sein Vorgänger war von Mai 2002 bis April 2020 Franz Straub (CSU).

### Städtepartnerschaften
- Frankreich: Die Gemeinde Bessenbach unterhält mit den Gemeinden Dury, Saint-Fuscien und Sains-en-Amiénois seit 1985 eine Partnerschaft.

### Wappen
| Wappen von Bechhofen | Blasonierung: „In Blau über gesenktem silbernen Wellenbalken ein rotbewehrter silberner Storch mit zwei Köpfen.“ |
| Wappen von Bechhofen | Wappenbegründung: Die ehemals selbständigen Gemeinden Keilberg, Straßbessenbach und Oberbessenbach schlossen sich 1972/78 zu einer Gesamtgemeinde zusammen. Für die Entwicklung des Gebietes der heutigen Gemeinde Bessenbach war das gleichnamige Ortsadelsgeschlecht maßgebend. Seine Stammburg lag in dem heutigen Gemeindeteil Keilberg. Das Geschlecht ist im 12. Jahrhundert urkundlich nachweisbar; es hatte Herrschafts- und Gerichtsrechte im ganzen Bessenbachtal, die es im späten 13. Jahrhundert veräußerte. Das Wappen der Familie – der doppelköpfige Storch – wurde deshalb in das Gemeindewappen aufgenommen. Für den Bessenbach als geographisch verbindendes Element der gleichnamigen Gemeinde steht im Gemeindewappen der silberne Wellenbalken. Wappenführung seit: 28. November 1977 |

## Wirtschaft und Infrastruktur

### Verkehr
- Die Gemeinde wird ab dem Hauptbahnhof Aschaffenburg von verschiedenen Buslinien der Verkehrsgemeinschaft am Bayerischen Untermain bedient.
- Außerdem liegt Bessenbach direkt an der Autobahnausfahrt der Bundesautobahn 3 Bessenbach/Waldaschaff und nahe der Raststätte Spessart bei Rohrbrunn.

In diesem Zusammenhang hat Bessenbach gemeinsam mit Aschaffenburg vor allem durch die sehr häufigen Verkehrsstaus auf der A3 eine gewisse Bekanntheit erlangt.

### Bildung
- Staatliche Realschule Bessenbach: 652 Schüler und 50 hauptamtliche Lehrkräfte (SJ 2019/2020)[11]
- Grundschule Bessenbach: 186 Schüler und 12 hauptamtliche Lehrkräfte (SJ 2019/2020)[12]

### Sonstiges
- Sender Pfaffenberg

## Söhne und Töchter der Gemeinde
- Hans Dietrich von Gemmingen (1869–1958), königlich bayerischer Kämmerer